# Himari Tsukishiro
Himari Tsukishiro, (japanska: 月城 ひまり?, Tsukishiro Himari), är en alt-idol från Tokyo, Japan. Hon verkar sedan 2022 under ett soloprojekt med artistnamnet Isiliel. Himari var tidigare medlem i NECRONOMIDOL som spelade sammanlagt 6 gånger i Sverige vid 3 olika tillfällen. Hon visade upp sig som solo-artist på Cursebreaker turnén, bland annat på Fryshuset i Stockholm oktober 2021. Första gången hon spelade som Isiliel i Sverige var dock på NärCon Sommar 2022 tillsammans med den svenska dansgruppen Nochi.
Isiliels musik är skandinavisk metal och hårdrock. Låtarna på hennes debutalbum “Moonbow Genesis” skrevs av den norska låtskrivaren Nicholay Hovland och spelades in i Göteborg vintern 2022 med Fredrik Nordström som producent. Förutom tre spelningar på NärCons scener 2022 och 2023 gjorde hon även en streamad konsert på Alvastra kloster augusti 2023.

## Diskografi

### Album
- 月虹創聖記 / Moonbow Genesis (april 2023)

### Singlar
- 生存戦略 (april 2022)
- 光明生死 (juni 2022)
- 聖暗顕現 (januari 2023)
- 浄土独唱 (april 2023)